# Melanophryniscus biancae
Espèce
Melanophryniscus biancae est une espèce d'amphibiens de la famille des Bufonidae.

## Répartition
Cette espèce est endémique de l'État de Santa Catarina au Brésil. Elle se rencontre à Garuva et à Campo Alegre entre 1 310 et 1 465 m d'altitude dans la Serra do Quiriri.

## Description
Les mâles mesurent de 12,9 à 13,8 mm.

## Étymologie
Cette espèce est nommée en l'honneur de Bianca Luiza Reinert.

## Publication originale
- Bornschein, Firkowski, Baldo, Ribeiro, Belmonte-Lopes, Corrêa, Morato & Pie, 2015 : Three new species of phytotelm-breeding Melanophryniscus from the Atlantic rainforest of southern Brazil (Anura: Bufonidae). PLOS ONE, vol. 10, no 12, e0142791, p. 1–35.